# 诺埃尔·安南
诺埃尔·吉尔罗伊·安南，安南男爵（英語：Noel Gilroy Annan, Baron Annan，1916年12月25日—2000年2月21日），是英国作家、历史学家，倫敦大學副校长。

## 著作
- 《精神贵族》（1956年）
- 《英国政治思想中积极行动主义的神奇力量》（1959年）